# Óscar Espinosa Villarreal
Óscar Espinosa Villarreal (Ciudad de México, 23 de noviembre de 1953) es un político mexicano que ha sido Jefe del Departamento del Distrito Federal entre 1994 y 1997 y secretario de Turismo durante el gobierno de Ernesto Zedillo entre 1997 y 2000.
Fue perseguido políticamente[cita requerida] por las administraciones que le sucedieron en el Gobierno de la Ciudad de México, quienes lo acusaron penalmente. Después de más de seis años, la Suprema Corte de Justicia de México lo absolvió de todas las acusaciones en su contra.[cita requerida]

## Educación y trayectoria
Es licenciado en Administración Pública por la Universidad Nacional Autónoma de México, como militante del PRI ha ocupado varios cargos, en 1987 fue secretario particular del Gobernador del Estado de México, Alfredo Baranda García, Director de Nacional Financiera, Secretario de Finanzas de Campaña de Luis Donaldo Colosio.

## Jefe del Departamento del Distrito Federal
Posteriormente con Ernesto Zedillo fue el último Jefe del Departamento del Distrito Federal hasta ser electo Cuauhtémoc Cárdenas, y posteriormente, sería secretario de Turismo hasta el comienzo del sexenio del presidente Vicente Fox.

## Proceso judicial
En marzo de 2000, fue acusado por el Gobierno de Rosario Robles, por el delito de peculado y desvío de fondos de 420 millones de pesos, el mismo Gobierno pidió su desafuero en la Cámara de Diputados de México, siendo él todavía Secretario de Turismo.
Posteriormente renunció al cargo de Secretario de Turismo para estar en condiciones de enfrentar un juicio justo, el cual estuvo plagado de irregularidades, lo mismo en los tribunales del Distrito Federal que en algunas instancias de los tribunales federales. Para evitar una detención, solicitó asilo político en Nicaragua, en donde fue detenido por las autoridades por 77 días en un centro de detención llamado El Chipote. 
Después fue internado en el Hospital de Managua mientras sus abogados luchaban contra la solicitud de extradición y por una condena de arraigo domiciliario, lo cual no fue posible obtener, sino al cabo de varias semanas en Nicaragua. Finalmente, al obtener el amparo de la justicia federal mexicana, las autoridades nicaragüenses lo liberaron y regresó a su país, en donde prosiguió su juicio en libertad, hasta obtener de la primera sala penal de la Suprema Corte de Justicia de la Nación la exoneración de todos los cargos que se habían hecho en su contra. Todas las acciones legales fueron declaradas nulas.[cita requerida]

## Otros cargos
- Presidente de la Comisión Nacional Bancaria.
- Presidente de la Asociación Mexicana de Bancos.
- Presidente de la Asociación Latinoamericana de Instituciones de Desarrollo (ALIDE).
- Presidente de la Organización Internacional de Comisiones de Valores (IOSCO).